# Älvasjön (Sibbarps socken, Halland)
Älvasjön är en sjö i Varbergs kommun i Halland och ingår i Ätrans huvudavrinningsområde. Sjön är 18 meter djup, har en yta på 0,513 kvadratkilometer och befinner sig 61 meter över havet. Vid provfiske har abborre, gädda och mört fångats i sjön.

## Delavrinningsområde
Älvasjön ingår i det delavrinningsområde (633202-130410) som SMHI kallar för Utloppet av Älvasjön. Medelhöjden är 74 meter över havet och ytan är 2,09 kvadratkilometer. Det finns inga avrinningsområden uppströms utan avrinningsområdet är högsta punkten. Vattendraget som avvattnar avrinningsområdet har biflödesordning 3, vilket innebär att vattnet flödar genom totalt 3 vattendrag innan det når havet efter 37 kilometer. Avrinningsområdet består mestadels av skog (58 %) och jordbruk (16 %). Avrinningsområdet har 0,5 kvadratkilometer vattenytor vilket ger det en sjöprocent på 23,7 %.